# جيمي ألاباج
جيمي ألاباج (بالإنجليزية: Jimmy Alapag) مواليد 30 ديسمبر 1977 في سان بيرناردينو، هو مدرب كرة سلة فلبيني ولاعب معتزل. بدأ مسيرته الاحترافية في سنة 2003. يدرب فريق ميرالكو بولتز. يبلغ طوله 5 قدم 9 بوصة (1.8 م). مثّل منتخب بلاده. حقق المركز الثاني في بطولة أمم آسيا لكرة السلة 2013. اعتزل اللعب في 2016. لعب مع تي إن تي كاتروبا وميرالكو بولتز.

## الميداليات
| الميدالية | المسابقة                       |
| --------- | ------------------------------ |
| فضية      | بطولة أمم آسيا لكرة السلة 2013 |

## روابط خارجية
- جيمي ألاباج على موقع الاتحاد الدولي لكرة السلة (الإنجليزية)
- جيمي ألاباج على موقع كرة السلة الأوروبية.كوم (الإنجليزية)
- جيمي ألاباج على موقع ريلجم (الإنجليزية)
- جيمي ألاباج على موقع بروبوليرز (الإنجليزية)
- جيمي ألاباج على موقع سبورتس رفرنس (الإنجليزية)